# Скоробагатий Олексій Феодосійович
Скоробагатий Олексій Феодосійович (27 жовтня 1871 — 15 лютого 1945) — відомий діяч  охорони природи в  Україні.

## Біографія
O.Ф. Скоробагатий народився 27 жовтня 1871 р. в сім'ї агронома в  Білорусі, в Вітебському окрузі. Закінчив реальну школу в Смоленську, в 1894 р. з відзнакою — Лісовий інститут e Петербурзі. З 1896 по 1924 рр. — працював на різних постах (ревізор, завідувач Південно-Березького лісництва, працівник Кримського лісового управління).
Одним з перших став займатися залісенням Кримської яйли, для чого ще в 1908 р. був направлений до  Австрії з метою вивчення досвіду залісення австрійського карсту. Наприкінці грудня 1913 р. бере активну участь у першій в  Російській імперії виставці з охорони природи, організованій приват-доцентом  В. І. Талієвим в  Харкові. У 1924 р. стає науковим співробітником  Нікітського ботсаду.
З 1925 р. переїжджає до Харкова, де працює в Бюро дослідної справи Всеукраїнського центрального управління лісів НКЗ УРСР. У 1927 р. стає аспірантом кафедри сільськогосподарської ботаніки при Укрнауки у відомого діяча охорони природи професора  О. А. Янати. На його заяві про вступ до аспірантури академік Соколовський написав: «Т. Скоробагатий — цікавий працівник, якого слід взяти в колектив кафедри».
Публікується в журналі «Український лісовод», стає членом бюро Українського комітету охорони пам'яток природи, Всеросійського товариства охорони природи, бере участь у вересні 1929 р. у I Всеросійському з'їзді з охорони природи, організовує в Україні «Тиждень лісу».
Як лісник багато зробив для організації в Україні лісових заповідників.
У своїй чудовій книзі «По нехоженному Крыму» професор  Іван Іванович Пузанов писав про організацію Кримського заповідника в перші післяреволюційні роки: "Під тиском громадськості кримський крайовий уряд заснував комісію по заповіднику, якій доручалося узгодити питання з керівниками Лісового відомства Криму. Чи треба говорити, що ставлення багатьох з них до заповідника було діаметрально протилежним! Захисників і друзів лісу серед діячів Управління лісами Криму було дуже мало. Щасливим винятком були лісівник Углицький і висококультурний ялтинський лісничий О. Ф. Скоробагатий.
О. Ф. Скоробагатий є також одним з організаторів Установчого з'їзду Таврійського союзу лісівників та лісових техніків (Сімферополь, 1-2 травня 1917 р.), де практично вперше було вирішено вважати «необхідним порушити питання про створення в лісах гірського Криму, на місці колишнього царського полювання, національного заповідника для охорони ботаніко-зоологічного пам'ятника природи».
О. Ф. Скоробогатий був у числі організаторів не тільки Кримського заповідника. Він один з перших, ще в 1925 р., підняв питання про створення заповідника Мис Мартьян, що відбулося лише в 1973 р.
На початку 1934 р. його, разом з О. А. Янатою і  В. В. Станчинським, було виведено зі складу Українського комітету охорони пам'яток природи. О. А. Яната і В. В. Станчинський на цей час вже були репресовані. О. Ф. Скоробагатий можливо теж був заарештований.
В архіві Служби безпеки України зберігається справа № 68461 на лісівників — працівників ВУПЛа — Б. С. Шустова, В. Я. Гурського, А. Г. Марченка та ін., заарештованих в 1929 р. В обвинувальному висновку сказано: «По лінії дослідницької справи до цього угруповання примикав Скоробагатов, через якого Колесніков здійснював керівництво дослідницькими установами ВУПЛа».
(…) «Групою притягнутий у ВУПЛ Скоробагатов, призначений помічником до професора Висоцького по Лісодослідницькому бюро, колишній кримський казенний лісничий, наближений до царського двору, мав чин камер-юнкера — монархіст».
Можливо арешт вченого був короткочасним, бо в 1935 р. виходить книга О. Ф. Скоробагатова і Б. С. Гофмана «Зеленое строительство города». У 1936—1937 рр. вчений бере участь у діяльності Кримської комісії ВООП.
Наприкінці 1930-х Скоробагатий викладав в УкрНДІРХА.
Залишився в Харкові під час фашистської окупації, працював у створеному німцями Лісовому інституті.
На початку зими 1945 р., невдало сідаючи на харківський трамвай, отримав травму і 15 лютого 1945 р. помер.

## Публікації
- Скоробогатый А. Ф. Облесение яйлы, как сельскохозяйственная задача в Крыму // Лесн. журн., 1909.
- Скоробогатый А. Ф. Первый опыт лесоразведения на крымской яйле // Вестник русской флоры. — 1916. — Т. II, в. 4.
- Скоробогатий О. До лісового тижня // Укр. лісовод. — 1928. — № 7. — С. 4—6.
- Скоробогатий О. З'їзд діячів у справі охорони природи // Укр. лісовод. — 1929. — № 14. — С. 66-69.
- Скоробогатый А. Материалы к строительству зеленых насаждений в городах. — Харьков, 1934.
- Гофман Б. С., Скоробогатый А. Ф. Зеленое строительство города — К.-Х., 1935.